# Разумов Євген Зотович
Євген Зотович Разумов (3 лютого 1919, село Мертовщина Казанської губернії, тепер село Знаменське Чамзинського району Мордовії, Російська Федерація — 16 лютого 2017, місто Москва, Російська Федерація) — радянський партійний діяч, 2-й секретар Кемеровського обласного комітету КПРС, 1-й заступник завідувача відділу організаційно-партійної роботи ЦК КПРС. Член Центральної Ревізійної Комісії КПРС у 1976—1981 роках. Кандидат у члени ЦК КПРС у 1981—1986 роках. Член ЦК КПРС у 1986—1990 роках. Депутат Верховної Ради Російської РФСР 5-го скликання. Депутат Верховної Ради СРСР 11-го скликання.

## Життєпис
З 1933 року працював рахівником у колгоспі. У 1935 році закінчив Козловський педагогічний технікум.
З 1935 року — вчитель, завідувач навчальної частини (завуч), директор Козловської семирічної школи Мордовської АРСР. У 1938 році — інспектор Козловського районного відділу народної освіти Мордовської АРСР.
У 1938 році вступив на фізико-математичний факультет Мордовського педагогічного інституту. Після третього курсу в липні 1941 року, з початком німецько-радянської війни, призваний до Червоної армії. У 1941 році навчався в Подольському військово-піхотному училищі. Будучи курсантом, брав участь в обороні Москви. Наприкінці 1941 року курсантів, призваних в армію з випускних курсів вищих навчальних закладів, повернули в інститути. Євген Разумов у 1942 році закінчив Мордовський державний педагогічний інститут.
Член ВКП(б) з 1942 року.
У червні 1942—1943 роках — секретар Мордовського обласного комітету ВЛКСМ по школах. У 1943—1945 роках — секретар Мордовського обласного комітету ВЛКСМ по кадрах.
У січні — жовтні 1945 року — 3-й секретар Саранського міського комітету ВКП(б) Мордовської АРСР.
У 1945—1948 роках — слухач Вищої партійної школи при ЦК ВКП(б).
У 1948 році — завідувач організаційно-інструкторського відділу Кемеровського обласного комітету ВКП(б). У 1948—1950 роках — завідувач відділу пропаганди і агітації Кемеровського обласного комітету ВКП(б).
У 1950—1951 роках — відповідальний редактор кемеровської обласної газети «Кузбас».
У червні 1951 — 15 серпня 1955 року — секретар Кемеровського обласного комітету ВКП(б) (КПРС).
15 серпня 1955 — 12 лютого 1960 року — 2-й секретар Кемеровського обласного комітету КПРС.
12 лютого 1960 — травень 1961 року — секретар Кемеровського обласного комітету КПРС.
У 1961 році — інспектор ЦК КПРС.
У 1961—1967 роках — помічник 1-го заступника голови Бюро ЦК КПРС по РРФСР, помічник секретаря ЦК КПРС Андрія Кириленка.
У 1967—1983 роках — заступник завідувача, у 1983—1990 роках — 1-й заступник завідувача відділу організаційно-партійної роботи (з 1988 року — відділу партійного будівництва і кадрової політики) ЦК КПРС. У 1987 році рішенням Політбюро ЦК КПРС був затверджений керівником робочої групи із вдосконалення систем управління і скорочення апарату в союзних республіках.
З 1990 року — персональний пенсіонер союзного значення в місті Москві.
Помер 16 лютого 2017 року в місті Москві. Похований на Троєкуровському цвинтарі.

## Нагороди і звання
- орден Жовтневої Революції (1979)
- орден Вітчизняної війни II ст. (1985)
- три ордени Трудового Червоного Прапора (1957, 1966, 1969)
- медаль «За освоєння цілинних земель»
- медаль «За оборону Москви»
- медаль «За перемогу над Німеччиною у Великій Вітчизняній війні 1941—1945 рр.»
- медаль «За доблесну працю у Великій Вітчизняній війні 1941—1945 рр.»
- медалі
- орден ЦК КПРФ «Партійна доблесть» (2009)